# Jeppe Højbjerg
Jeppe Højbjerg (født 30. april 1995) er en dansk fodboldspiller, der spiller som målmand for Fremad Amager.

## Klubkarriere

### Esbjerg fB
Jeppe Højbjerg skiftede fra barndomsklubben Sønderris SK til Esbjerg fB i 2009, hvor han faktisk var udspiller ved sit skifte. Han blev dog på tilfældigvis hevet ind i målet, hvor han ikke har forladt det siden. Her spillede han fra U15 -til U19 tiden, hvor han som 2. års U19 blev rykket fuldt fast op som 2. keeper. Fuldtidsprofessionel fra januar 2013. I takt med at han blev førsteholdsspiller, fik han også sin første professionelle kontrakt, hvorefter han skrev under på en kontraktforlængelse på 3 år, så kontrakten nu udløb i 2016. Kontrakten er blevet yderligere forlænget til 2019.
Da Højbjerg var 17 år, var han i oktober 2012 til prøvetræning i Everton med succes. Klubben ønskede endda at se ham igen, men han valgte at satse på at bibeholde sin daglige gang i Esbjerg, og være 2. keeper og fast omkring landshold.
Han var i 2015 udlejet til FC Fredericia i 1. division.
Højbjerg blev hentet hjem til Esbjerg fB med henblik på en rolle som starter i 2016-forårssæsonen. Han fik sin superliga-debut i udekampen mod F.C. København d. 28/2-2016.
Jeppe Højbjerg blev i 2016 kåret som største U21-talent i Danmark.